# Aslı Enver
Aslı Enver (* 10. Mai 1984 in London als Aslıay Enver oder Ayten Aslı Enver) ist eine türkische Schauspielerin.

## Leben und Karriere
Enver wurde am 10. Mai 1984 in London geboren. Sie lebte dort bis zu ihrem zwölften Lebensjahr. Später studierte sie an der Haliç Üniversitesi. Ihr Debüt gab sie 2005 in der Serie Hayat Bilgisi. Danach bekam sie in Kavak Yelleri die Hauptrolle. Außerdem war sie in  Tamam mıyız?, Kardeşim Benim, Suskunlar, Kayıp, Bana Artık Hicran De, Mutlu Ol Yeter und Kış Güneşi zu sehen. 2022 spielte sie in dem Kinofilm Sen Yaşamaya Bak die Hauptrolle.

## Filmografie
Filme
- 2013: Tamam mıyız?
- 2016: Kardeşim Benim
- 2017: Öteki Taraf
- 2022: In guten Händen (Sen Yaşamaya Bak)

Serien
- 2005: Hayat Bilgisi
- 2007–2011: Kavak Yelleri
- 2012: Suskunlar
- 2013–2014: Kayıp
- 2014: Bana Artık Hicran De
- 2015: Mutlu Ol Yeter
- 2016: Kış Güneşi
- 2017–2019: İstanbullu Gelin
- 2020: Babil
- 2023: Search (Arayış)

## Auszeichnungen

### Gewonnen
- 2016: Yıldız Technik University Business Club[4]
- 2017: Altın Kelebek Award in der Kategorie „Beste Schauspielerin“

### Nominiert
- 2020: Altın Kelebek Award in der Kategorie „Beste Schauspielerin“